# Nychiodes malatyaca
Nychiodes malatyaca är en fjärilsart som beskrevs av Eugen Wehrli 1941. Nychiodes malatyaca ingår i släktet Nychiodes och familjen mätare. Inga underarter finns listade i Catalogue of Life.